# Tours de Carbonnières
 (juillet 2022).
Pour les articles homonymes, voir Tour Carbonnière.
Les tours de Carbonnières (en occitan : las tors de Carboniéra) sont un ensemble de deux maisons fortes formant un castrum (place fortifiée) des XIIe et XVe siècles, qui se dressent sur la commune française de Goulles dans le département de la Corrèze, en région Nouvelle-Aquitaine. Elles furent le siège d'une co-seigneurie, partagée par les familles de Carbonnières et de Montal.

## Localisation
Le site se trouve niché sur un promontoire rocheux de granite de 120 mètres sur 15 perché à 399 m d'altitude, situé au fond d’une étroite vallée entre les rivières de la Bedaine et de la Maronne. Les tours se trouvent à un peu plus de 2 km à l'est du bourg de Goulles, à quelques mètres des limites du département du Cantal, et sont aujourd'hui plongées dans la verdure et la forêt sauvage. La région historique et naturelle où elles s'élèvent est connue dès le Moyen-Âge sous le nom de Xaintrie, Goulles se trouvant plus précisément sur le territoire de la Xaintrie dite noire, située au sud de la Maronne dans le canton de Mercœur.

## Historique
Les premières traces d'occupation du lieu remontent au premier âge féodal durant le XIe siècle à une époque où l'on ne pouvait certainement voir que de modestes bâtiments en bois perchés sur la motte féodale, les deux tours actuellement visibles ayant été construites plus tard. La tour sud, de nos jours largement ébréchée, fut la première à être érigée au XIIIe siècle tandis que celle au nord date des XIVe siècle et XVe siècle. Elles furent construites par les familles de Carbonnières et de Montal qui régnaient sur le site. Les premiers constituent sans doute la famille la plus importante de Xaintrie grâce à leurs alliances matrimoniales, leur présence en ce lieu qui constitue vraisemblablement leur berceau familial remonterait au XIIe siècle. La famille de Montal arrive sur l'éperon rocheux vers l'an 1200 à l'issue du mariage de Durand de Montal avec Dia de Carbonnières, devenant alors coseigneurs de Carbonnières. L'année 1276 voit la rédaction du testament de ce même Durand de Montal, qui stipule qu'à sa mort, pains et viandes salées doivent être distribués aux pauvres du village. C'est donc au XIIIe siècle que la présence du village castral en contrebas est attesté pour la première fois, et l'on peut imaginer qu'il était déjà bien organisé et doté d'une maison notariale. À la fin de ce même siècle cependant, la famille de Carbonnières semble délaisser leur castrum ancestral au profit du castrum de Merle voisin, situé à 3 km direction nord-ouest au creux de la Maronne. Tout porte à croire que ces derniers ont préféré le confort des logis de la coseigneurie de Merle à l'étroitesse du site de Carbonnières, à moindre potentialité de peuplement. Les deux tours seront alors vendues à Bertrand de Sermus et Guy de Surclam, vassaux de Rigal de Carbonnières et Géraud de Montal. Les deux tours seront ensuite abandonnées au XVe siècle, ne servant dès lors plus que temporairement de refuge. Pendant les Guerres de Religion qui déchirent le pays le siècle suivant, l'angle sud-est de la tour sud se verra disloqué à grand coups de canon.
En 1834, on dénombre encore une quinzaine de constructions du village en contrebas, tandis qu'au siècle suivant on n'y compte déjà plus qu'une vingtaine d'habitants vivant dans quatre foyers. Le dernier habitant du village de Carbonnières quittera les lieux en 1936.

## Description

### Les deux tours
Les tours se dressent tout en haut de l'éperon rocheux. Elles sont dotées d’une architecture extérieure massive plutôt austère, construites en pierre de taille et constituées d’un même modèle à l’intérieur avec une salle basse et un escalier à vis desservant trois étages.
La tour sud, surnommée la Bistor ou la Bistorg (ce qui signifie "la penchée, de biais") est la plus ancienne mais aussi la moins bien conservée, ses faces sud et est étant à peu près complètement écroulées. Elle est à l'entrée de l'éperon rocheux, un passage donc obligé ce qui tend à montrer une vocation défensive. La salle inférieure, recouverte par une voûte en berceau en plein cintre servait de cellier et était éclairée par une unique fenêtre étroite. Les trois niveaux d'occupation de 16 m² chacun apparaissent dénués de tout aménagement de confort comme des cheminées, placards muraux ou fenêtre. Son entrée se faisait par le nord grâce à une porte aujourd'hui située à une dizaine de mètres de haut. Elle débouche sur le premier étage mais aussi sur l'escalier en colimaçon qui dessert les niveaux supérieurs. Le toit-terrasse était desservi par une échauguette comme le montrent les marches qui se prolongent au delà de la voûte du niveau supérieur.

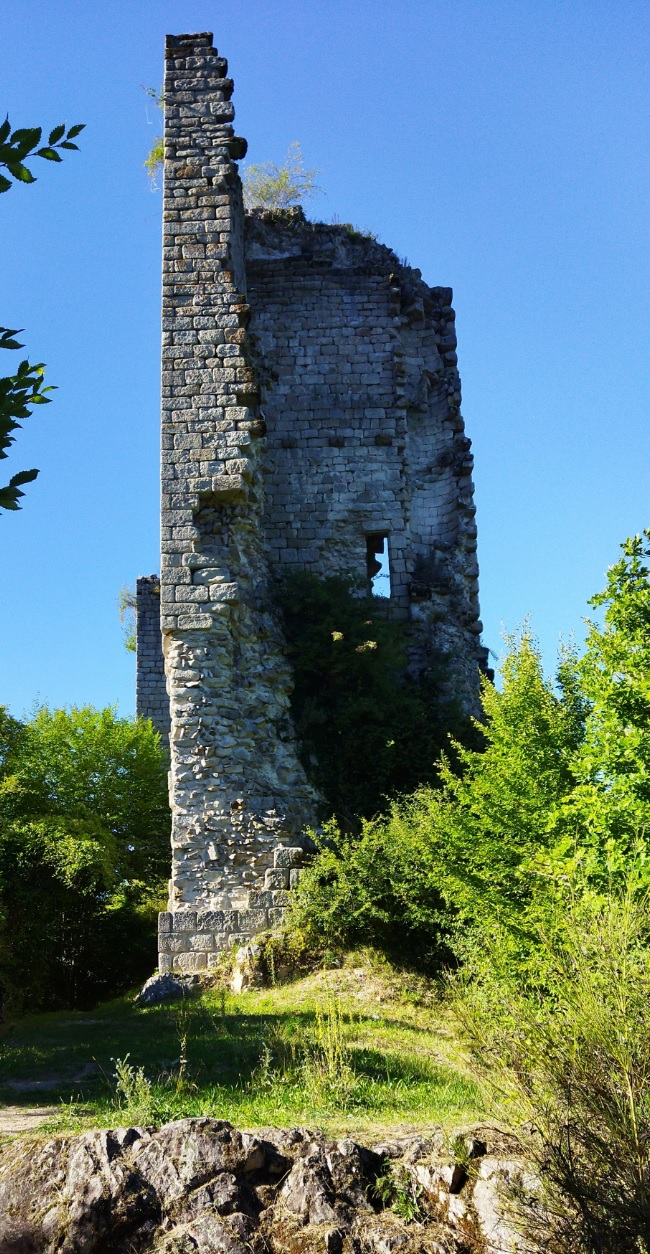
La Bistor, tour sud défensive du castrum de Carbonnières.

La tour nord est la mieux conservée. Elle affiche une fonction assurément plus résidentielle que la précédente, comme l'attestent les fenêtres à coussiège, les cheminées et les latrines à encorbellement visibles sur la façade est. À nouveau, le premier niveau fait office d'espace de stockage car il n'est éclairé que très succinctement par deux fentes de jour. Les trois étages supérieurs d'une surface de 18 m² sont donc à vocation résidentielle. L'unique porte d'entrée se trouve à quatre mètres du sol. L'encadrement en est chanfreiné et l'arc brisé appareillé en plate bande.

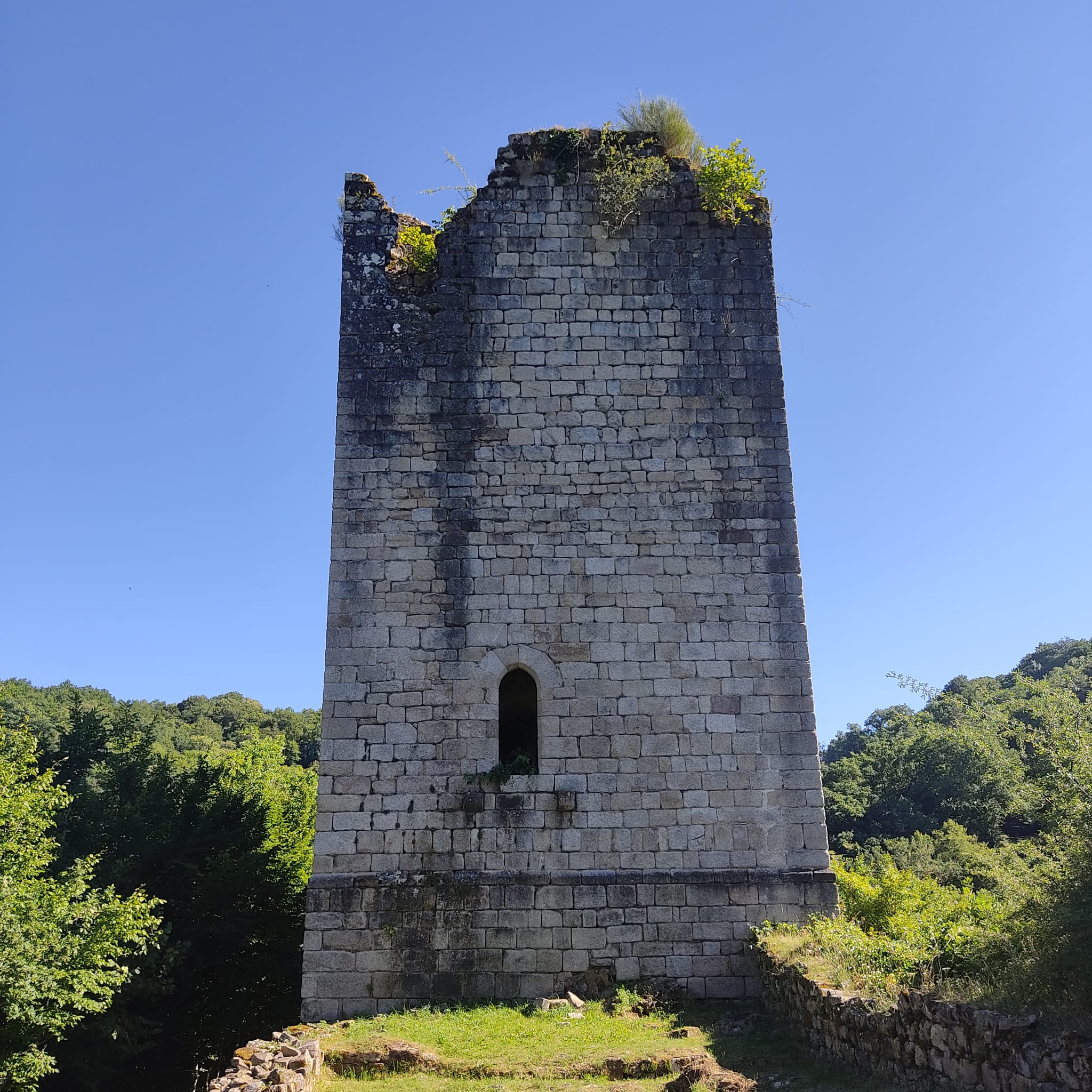
La tour nord à fonction résidentielle.

### Le village
Situé au pied de la plateforme sommitale, le village s'est développé sur un périmètre d'environ deux hectares. Il est globalement dans un meilleur état de conservation que celui du castrum de Merle voisin. Parmi la quinzaine de constructions que l'on devine encore, on dénombre des étables, des maisons d'habitations, une étude notariale, une chapelle castrale dédiée à Ste Catherine et une maladrerie. La dernière maison, probablement à usage ecclésiastique, date de 1624 comme l'indique la gravure sur son linteau de porte « 1624 à Bourbouze ».

## Protection
Les ruines du castrum font l’objet d’une inscription au titre des Monuments historiques par arrêté du 23 novembre 1970.

## Pour aller plus loin
- Le blason de la commune de Goulles, "D'argent à trois bandes d'azur, accompagnées de huit charbons de sable allumés de gueules, posés 1, 3, 3 et 1" correspond aux armoiries de la famille de Carbonnières, originaire de la commune.
- Un sentier de randonnée, le chemin Merlin, relie les Tours de Merle aux Tours de Carbonnières. Ce dernier reprend le tracé du chemin médiéval qui reliait les deux castrums. Il faut compter 2 heures de marche sur un terrain parfois accidenté et escarpé pour relier les deux sites[5].
- La visite des Tours de Carbonnières est gratuite et le site est ouvert toute l'année.